# D2 (ラジオ番組)
D2（ディーツー）は、2019年4月6日から青森放送（RAB）で放送されているラジオ番組である。

## 放送時間
土曜 19:00 - 19:30

## 概要
「土曜はDON」の次を担うパーソナリティ発掘育成番組。
番組開始直前のスタジオ、マイク、スタッフを用意し、マイクの前でどう表現するかは個々の自由。
青森県内に住む表現者に、ラジオパーソナリティを経験してもらいたい！
喋りの素人がラジオパーソナリティーに挑戦するチャレンジ番組コンセプト。

## パーソナリティー
- 吉﨑ちひろ (2019年4月6日 - )

## スタッフ
- プロデューサー・チーフディレクター - 夏目浩光
- ディレクター - 皆川歩

## その他
特別編成により本番組が休止になることがあるが、この場合は次番組の「土曜はDON」が放送時間を前拡大して放送される。